# Robert Kubica
Robert Józef Kubica (n. 7 de desembre de 1984, a Cracovia, Polònia) va ser un pilot de Fórmula 1, de ral·lis i de curses de resistència.
Guanyador de la Fórmula Renault de 2005; de la categoria WRC2 del Campionat Mundial de Ral·lis de 2013; de les European Le Mans Series de 2022 i 2024 i de les 24 Hores de Le Mans de 2025.

## Trajectòria

### Fórmula 1
Va començar a córrer com molts altres pilots de F1 als karts, passant després per la Fórmula 3 i la Fórmula Renault on va conquerir el títol de l'any 2005.
Va fer proves amb les escuderies de Fórmula 1 Renault F1 i Minardi. Ja l'any 2006 va fitxar com a tercer pilot per l'escuderia BMW Sauber, participant amb bons resultats als entrenaments lliures dels divendres.
Al Gran Premi d'Hongria de 2006, va tenir la seva oportunitat al substituir al seu company d'equip Jacques Villeneuve. En aquesta carrera va sortir 10º a la graella de sortida, aconseguint al final de la cursa un meritori setè lloc. L'alegria, però, durà poc: va ser sancionat perquè el seu monoplaça no feia el pes mínim exigit, pel que li van ser retirats els dos punts que havia sumat.
Al Gran Premi d'Itàlia de 2006, aconsegueix el primer podi de la seva carrera, acabant 3r..
A la temporada 2007 és pilot oficial de BMW-Sauber.
Després d'abandonar a les dues primeres curses, comença a puntuar amb bons quarts o cinquens llocs.
Al Gran Premi del Canadà de 2007 patí un esgarrifós accident. Després de xocar a 280 km/h contra un mur, es desintegrà la part davantera del seu cotxe i rebotà contra la paret, travessant la pista fent voltes de campana i tornant a xocar amb el mur oposat. Kubica va quedar immòbil dins les restes de cotxe, reduït a només la cèl·lula de supervivència. Després d'uns moments d'angoixa, els serveis mèdics informaren que el pilot polonès havia sortit miraculosament il·lès de l'accident. A mesura que passaven les hores, es conegueren detalls de les possibles lesions, que finalment es quedaren en una torçada de turmell i una commoció cerebral. Kubica va salvar la vida gràcies al seu dispositiu HANS, que va impedir que es trenqués el coll.
A la temporada següent, la del 2008, continuà com a pilot de l'escuderia BMW-Sauber. Al llarg de les primeres curses de la temporada, feu uns molts bons resultats, cosa que, d'una banda, confirmà els progressos de BMW, i, de l'altra, el confirmà com un dels 6 millors pilots de la graella. Tant és així, que al GP del Canadà d'aquell any -al mateix circuit que, un any abans, patí el pitjor accident de la seva carrera- guanyà la seva primera cursa. Posteriorment, en les tres següents curses, el seu rendiment baixà una mica, amb un cinquè lloc al GP de França, un abandonament al GP de la Gran Bretanya i un setè lloc al GP d'Alemanya.
Kubica disputà alguns ral·lis de forma puntual en paral·lel a la seva carrera a la Fórmula 1 a Itàlia i a França. El 6 de febrer de 2011 sofreix un greu accident mentre disputa el ral·li italià Ronde di Andora a bord d'un Škoda Fabia S2000, havent de ser traslladat al hospital amb risc d'amputació de la mà dreta, la qual finalment salva. Degut a la recuperació d'aquell accident, Kubica deixa la Fórmula 1 de forma indefinida.

### Ral·lis
A partir de l'any 2012 Kubica reapareix disputant ral·lis regionals italians i l'any 2013 aconsegueix guanyar el Mundial de la categoria WRC 2 amb un Citroën DS3 RRC. L'any 2014 disputa amb l'equip M-Sport el Campionat Mundial de Ral·lis, on acaba en 16a posició.

### Retorn a la Fórmula 1
Kubica retornaria a la Fórmula 1 amb Williams de forma puntual la temporada 2018 i a temporada complerta la temporada 2019, on acabaria 19è del campionat amb una 10a posició com a millor resultat. Les temporades 2020 i 2021 faria de pilot de proves del equip Alfa Romeo.

### Curses de Resistència
A partir del 2022, Kubica centra la seva carrera en proves de resistència disputant i guanyant l'European Le Mans Series amb l'equip belga WRT i compartint vehicle amb  Louis Delétraz i Yifei Ye. Revalidaria aquest títol al 2024.
L'any 2025 guanya amb Ferrari la mítica prova de resistència de les 24 Hores de Le Mans fent equip amb Yifei Ye i Philip Hanson.

## Palmarès

### Abans de la F1
- 2005: Fórmula Renault 3.5 World Series (Epsilon Euskadi), Campió
- 2004: Fórmula 3 Euroseries, 7. (Mücke)
- 2003: Fórmula 3 Euroseries, 12. (Prema) - Fórmula 3 inglesa (Prema, 2 curses)
- 2002: Fórmula Renault 2000 Eurocup, 7. - Fórmula Renault italiana, 2.
- 2001: Fórmula Renault 2000 Eurocup, 14. - Fórmula Renault italiana, 12. (algunes curses)
- 2000: Karts
- 1999: Karts
- 1998: Karts
- 1997: Karts
- 1996: Karts
- 1995: Karts

### A la Fórmula 1
| Any   | Equip                   | 1       | 2       | 3      | 4      | 5      | 6       | 7       | 8      | 9       | 10      | 11     | 12      | 13      | 14     | 15     | 16      | 17     | 18     | 19    | 20    | 21     | Clas. final | Punts |
| 2006  | BMW Sauber              | BHR TD  | MAL TD  | AUS TD | SMR TD | EUR TD | ESP TD  | MON TD  | GBR TD | CAN TD  | USA TD  | FRA TD | GER TD  | HUN DSQ | TUR 12 | ITA 3  | CHN 13  | JPN 9  | BRA 9  |       |       |        | 16è         | 6     |
| 2007  | BMW Sauber              | AUS Ret | MAL 18  | BHR 6  | ESP 4  | MON 5  | CAN Ret | USA DNP | FRA 4  | GBR 4   | GER 7   | HUN 5  | TUR 8   | ITA 5   | BEL 9  | JPN 7  | CHN Ret | BRA 5  |        |       |       |        | 6è          | 39    |
| 2008  | BMW Sauber              | AUS Ret | MAL 2   | BHR 3  | ESP 4  | TUR 4  | MON 2   | CAN 1   | FRA 5  | GBR Ret | GER 7   | HUN 8  | EUR 3   | BEL 6   | ITA 3  | SNG 11 | JPN 2   | CHN 6  | BRA 11 |       |       |        | 4t          | 75    |
| 2009  | BMW Sauber              | AUS 15  | MAL Ret | CHN 13 | BHR 18 | ESP 11 | MON Ret | TUR 7   | GBR 13 | GER 14  | HUN 13  | EUR 8  | BEL 4   | ITA Ret | SNG 8  | JPN 9  | BRA 2   | ABU 10 |        |       |       |        | 14è         | 17    |
| 2010  | Renault F1 Team         | BHR 11  | AUS 2   | MAL 4  | CHN 5  | ESP 8  | MON 3   | TUR 6   | CAN 7  | EUR 5   | GBR Ret | GER 6  | HUN Ret | BEL 3   | ITA 8  | SIN 7  | JPN Ret | KOR 5  | BRA 9  | ABU 5 |       |        | 8è          | 136   |
| 2018  | Williams Martini Racing | AUS     | BHR     | CHN    | AZE    | ESP TD | MON     | CAN     | FRA    | AUT TD  | GBR     | ALE    | HUN     | BEL     | ITA    | SIN    | RUS     | JPN    | MEX    | EUA   | BRA   | ABU TD | -           | -     |
| 2019* | ROKiT Williams Racing*  | AUS 17  | BHR 16  | CHN TD | AZE -  | ESP -  | MON -   | CAN -   | FRA -  | AUT -   | GBR -   | ALE -  | HUN -   | BEL -   | ITA -  | SIN -  | RUS -   | JPN -  | MEX -  | EUA - | BRA - | ABU -  | 17è*        | 1     |

- * Temporada en curs.

(Clau de colors)